# Open NAND Flash Interface
ONFI ou Open NAND Flash Interface (signifiant en anglais : « interface flash NAND ouverte ») est à la fois un organisme de standardisation des communications avec les mémoires flash de type NAND, créé par Intel, Micron Technology, Phison Electronics, SanDisk, SK Hynix, Sony et Spansion, et le nom de la norme elle-même.